# Породица Броз
Породица Броз је породица маршала Југославије Јосипа Броза Тита (1892—1980), доживотног председника Социјалистичке Федеративне Републике Југославије (СФРЈ) и Савеза комуниста Југославије (СКЈ). Потиче из Хрватског Загорја, а данашњи потомци живе у Београду, Сарајеву и Загребу. Јосип Броз Тито је из пет бракова (три званична) имао двоје деце — синове Жарка и Александра Мишу, и шесторо унучића — Јосипа Јошку, Златицу, Едварда, Светлану, Александру Сашу и Андреја.

## Порекло
Јосип Броз Тито рођен је маја 1892. године у Кумровцу, малом селу у Хрватском Загорју. Његови родитељи — Фрањо (1860—1936) и Марија Броз (1864—1918), рођена Јавершек имали су укупно петнаесторо деце, од којих је њих осморо умрло — двоје на порођају, а петоро у доби од две године. Међу рано преминулом децом били су: Јосипа (1881—1883), Анка (1887—1889), Марија (1889—1890), Јана (1890—1891), Антонија (1897—1897) и Франица (1903—1903), а међу преживелом: Мартин (1884—1964), Драгутин (1885—1932), Матилда (1896—1953), Вјекослав (1898—1976), Стјепан (1893—1976), Тереза (1902—1984) и Јосип, који је рођен као седмо дете по реду.
Титов отац, Фрањо био је средњег имовинског стања, а од свог оца Мартина наследио је осам јутара земље. Упавши у дугове био је присиљен да полако продаје земљу и на крају постане надничар. То је била уобичајена слика живота сељака тога времена у Хрватском Загорју, које је било аграрно пренасељено и угрожено успоном привреде и потиснуто порезима. Како су деца одрастала, тако су одлазила од куће — синови у потрази за послом, а ћерке су се удавале. Године 1912. Титови родитељи су се преселили у заселак Крањица, код Купинеца, где је Титов отац радио као лугар-чувар на земљишту једне банке. Банка му је сазидала малу дрвену кућу и доделила мали плац. После смрти супруге Марије, која је умрла 14. јануара 1918. године, од упале плућа, Фрањо је кућу коју је добио од банке продао ћерци Матилди и зету Алојзију. Тада је прешао да живи код једне удовице, али ју је касније напустио и вратио се у Кумровец, где је живео код сина Драгутина и снаје Антоније. Умро је 16. децембра 1936. године у болници у Загребу. Тада је сахрањен на загребачком гробљу Мирогој, а 16. јула 1957. године његови посмртни остаци су ексхумирани и сахрањени на гробљу у Купинецу, поред супруге Марије.

## Титова браћа и сестре
Од укупно четрнаесторо браће и сестара, колико је имао Јосип Броз Тито, њих шесторо је поживело, док су остали умрли као деца. Један брат му је умро 1932. године, док су остали — три брата и две сестре били живи и после завршетка Другог светског рата. 
- Мартин Броз (1884—1964)

Мартин Броз, најстарији Титов брат, рођен је 9. јануара 1884. године, као друго дете Фрање и Марије Броз. Он је, док је Тито био још мали дечак, отишао у свет да ради. Радио је као радник на железници у Бечком Новом Месту. На Мартинов позив, Тито је од јесени 1912, па до одласка у војску, у јесен 1913. године, становао код њега.. За време боравка у затвору, 1928—1934. године, Тито се дописивао са братом Мартином. После завршетка Другог светског рата, 1945. године, Мартин је становао у граду Шопрону, у Мађарској, као пензионисани железнички службеник. Тито га је позвао да се пресели у Југославију, али је овај то одбио, јер је превише био везан за свој дом. Посетио је Тита, заједно са супругом у Београду, маја 1946. године. Умро је 23. априла 1964. године у Шопрону, где је и сахрањен. Мартинова деца — Марија и Фрањо, често су посећивали стрица у Београду. Марија је водила бригу о другом Титовом сину Миши, као и о Јошки и Златици, деци Титовог првог сина Жарка. Фрањо је радио као службеник у амбасади СФРЈ у Будимпешти, све до 1981. године, кад је пензионисан.
- Драгутин Броз (1885—1932)

Драгутин „Драго“ Броз рођен је 10. августа 1885. године, као треће дете Фрање и Марије Броз. Живео је у Кумровецу и бавио се земљорадњом. Умро је 1932. године. Са супругом Антонијом имао је четири сина, од којих су тројица погинули као партизански борци — Драгец је стрељан у логору Јасеновац, Фрањо је погинуо у борбама код Вараждина 1942. године, а Јосип-Пепек је стрељан у Загребу 1942. године.
- Стјепан Броз (1893—1976)

Стјепан „Штефек“ Броз рођен је 21. децембра 1893. године, као осмо дете Фрање и Марије Броз. Као младић, заједно са Титом је учио занат и једно време је радио као ауто-механичар у државним установама у Загребу. После Првог светског рата, се оженио Катом Глухан и настанио се у селу Братине, код Купинеца, где се бавио земљорадњом. Умро је 1976. године.
- Матилда Броз (1896—1953)

Матилда Броз рођена је 6. фебруара 1896. године, као девето дете Фрање и Марије Броз. Удала се за земљорадника Алојзија Ослаковића и са њим живела у селу Крањици, код Купинеца. Имала је осморо деце, а њен син Јосип узео је презиме Броз. 
- Вјекослав Броз (1898—1976)

Вјекослав „Славко“ Броз рођен је 13. августа 1898. године, као једанаесто дете Фрање и Марије Броз. После рата је радио као чиновник и чувао је државне зграде у Самобору. Тито је са њим био веома близак и често је свраћао код њега. Умро је 1976. године, а боловао је од сличне болести као и Тито и исто му је пред смрт била ампутирана једна нога. Са супругом Катом, имао је двојицу синова Владу (1924) и Бранка (1926—1987), који су обојица били у партизанима и веома блиски са Титом. Владо је имао ћерку Лидију, а Бранко са супругом Војком ћерку Катицу. Године 1982. Бранко је у Загребу објавио књигу сећања — „Мој живот уз Тита“. 
- Тереза Броз (1902—1984)

Тереза Броз је рођена 27. августа 1902. године, као четрнаесто дете Фрање и Марије Броз. Била је радница и удала се за Драгутина Ферјанића, обућара. Године 1974. године се тешко разболела и неколико последњих година живота је проживела у једној загребачкој болници.
- Остала родбина

Поред рођене браће и сестара, Тито је био веома добрим односима са породицом своје тетке Ане (1873—1951), рођене сестре његове мајке Марије (Тито је тетку посебно волео јер је много личила на његову покојну мајку). Она је живела у селу Требче, код Подсреде, у Словенији и Тито је код ње често навраћао, како у предратним, тако и у послератним годинама, све до њене смрти 1951. године. Такође је био у добрим односима и с њеном ћерком Аном Констањшек.
Тито је био у контакту и са братом од стрица Мартином Брозом, који је био учитељ и живео у Кумровцу.

## Титове жене
Јосип Броз Тито имао је пет жена, од којих је са три био венчан, а са две имао децу. Иако се уз Титово име везује велики број жена, званична историографија помиње само четири жене, док се његов краткотрајни брак из 1936. године ретко спомиње. Све Титове жене биле су доста млађе од њега и скоро све су биле различите националности — прва је била Рускиња, друга Словенка, трећа Немица, а четврта и пета Српкиње. 
- Пелагија Белоусова (1904—1968)

Пелагија Белоусова звана „Полка“ је била прва Титова венчана супруга. Са Титом се упознала у Русији и венчали су се јуна 1919. године у Руској православној цркви. Године 1920. су дошли у Југославију и ту живели до 1928. године, када је Тито ухапшен. После његовог хапшења, она се вратила у Совјетски Савез, где је живела до смрти. Од Тита се званично развела 1936. године. Била је жртва Стаљинових чистки и у затвору је боравила од 1938. до 1940, и у периоду од 1948. до 1957. године. У браку са Титом родила је четворо деце — прво дете је умрло одмах по рођењу, док су друго двоје Златица и Хинко умрли као деца, тек четврто дете — син Жарко је поживео. Касније се поново удала и имала ћерку Нину. Умрла је 12. априла 1968. године.
- Луција Бауер (1914—1937)

Луција Бауер, право име Ана Кениг, била је друга Титова венчана супруга. Са Титом се упознала у Москви, где је такође, као и он радила у Коминтерни. Претходно је била удата за истакнутог немачког комунисту Ернста Волвебера. Венчали су се октобра 1936. године под њиховим тајним именима — Фридрих Валтер и Елза Луција Бауер. Убрзо по венчању, Тито је послат у Југославију, а Луција је остала у Москви, где се бринула о Титовом сину Жарку. Године 1937. је ухапшена, под оптужбом да је шпијунка Гестапоа и стрељана.
- Херта Хас (1914—2010)

Херта Хас је била трећа Титова супруга (прва невенчана). Са Титом се упознала 1937. године у Паризу, где је био регрутни центар шпанских добровољаца. Она је тада била курирка, која је размењивала партијску пошту између Париза и Загреба. Везу су започели крајем 1939. године, након поновног сусрета у Истанбулу. По доласку у Загреб, живели су заједно под илегалним именима — Марија Шарић и инжењер Славко Бабић. Њихов брак потрајао је до почетка Другог светског рата, 1941. године, када је Тито напустио Загреб и прешао у Београд. Херта је остала у Загребу, где се убрзо породила и добила сина Александра Мишу. Касније је била ухапшена, али је 1943. године размењена за немачке официре. Тада се поново сусрела са Титом, али је он тада већ отпочео везу са Даворјанком Пауновић. После рата се поново удала и добила две ћерке. Умрла је 5. марта 2010. године у Београду.
- Даворјанка Пауновић (1921—1946)

Даворјанка Пауновић звана „Зденка“ је била четврта Титова супруга (друга невенчана). Са Титом се упознала почетком 1941. године на једном партијском курсу у Загребу, а везу су започели по његовом доласку у окупирани Београд, маја 1941. године. Даворјанка је тада била специјални курир ЦК КПЈ, а потом је постала лична Титова секретарица. Заједно са Титом, прошла је читав ратни пут, а крајем рата се разболела од туберкулозе. Била је пребачена у Совјетски Савез на лечење, али се вратила у Југославију, где је умрла 1. маја 1946. године. 
- Јованка Броз (1924—2013)

Јованка Броз, рођ. Будисављевић, је била последња — пета Титова (трећа венчана) супруга. Са Титом се први пут сусрела у Дрвару 1944. године, а после ослобођења је почела да ради као хигијеничарка у Белом двору. Касније је постала Титова секретарица и љубавница. Венчали су се 1952. године и све до половине 1970-их година живели су у складном браку. Каснијих година, Јованка је дошла у сукоб са појединим политичарима, који су се трудили да је одвоје од Тита, у чиме су и успели 1977. године. Од разлаза са Титом, до његове смрти, 1980. године, живела је у вили у Ужичкој 15, а потом је пресељена у једну вилу преко пута Белог двора. Дуги низ година живела је у својеврсном „кућном притвору“, а тек 2009. године је добила лична документа. Умрла је 20. октобра 2013. године у Београду.

## Титови синови и унуци
Из укупно пет бракова Јосип Броз Тито је имао двоје деце (прво троје деце је умрло као деца) — синове Жарка и Александра Мишу.
Жарко је рођен 1924. у Титовом првом браку са Пелагијом Белоусовом. Од 1928. године живео је у Совјетском Савезу, где је прешао са мајком, после очевог хапшења. Одрастао је у домовима за децу комунистичких функционера, а касније је ступио у Црвену армију. Учествовао је у Великом отаџбинском рату, где је у борбама изгубио десну руку и одликован је Орденом отаџбинског рата. Године 1944. је прешао у Југославију. Женио се три пута и имао четворо деце. У првом браку са Рускињом Тамаром Вегер (1926—2004), коју је довео из Совјетског Савеза, добио је сина Јосипа Јошку (1947—2025) и ћерку Златицу (1949). У другом браку, са Терезом Кујунџић, из Суботице, добио је сина Едварда (1951), а у трећем браку са Златом Јелинек, добио је ћерку Светлану (1955—2025). Умро је 1995. године.
Прво двоје Жаркове деце — Јошка и Златица, одрасли су заједно са стрицем Мишом, код Тита (бригу о њима, водила је рођака Марија, ћерка Титовог најстаријег брата Мартина). Најстарији Жарков син Јошка женио се четири пута и има троје деце — синове Небојшу и Виктора и ћерку Тамару. Радио је најпре у полицији, где је бринуо о Титовом обезбеђењу, а касније се бавио угоститељским пословима. Био је активан у политици и био је председник Комунистичке партије. Жаркова ћерка Златица има два сина — Вукашина (1973) и Ивана (1976), а син Едвард ћерку Кристину и сина Жарка. Најмлађа Жаркова ћерка, Светлана радила је као лекар-кардиолог на Војномедицинској академији у Београду, а касније је прешла да живи у Сарајево. Удавала се четири пута, и има двоје деце — сина Ивана (1978) и ћерку Соњу (1982). Године 1999. објавила је књигу Добри људи у времену зла. Жаркова деца живела су у неколико бивших југословенских република — Јошка и Златица у Србији, Едвард у Хрватској, а Светлана у Босни и Херцеговини.
Александар Мишо је рођен 1941. у Титовој невенчаној вези са Хертом Хас. Најпре је живео са мајком, а потом је предат једној породици, да се стара о њему. Тита је први пут видео 1945, а касније је живео са њим и децом свога старијег брата Жарка. После завршеног факултета, радио је у привреди, а након осамостаљења Хрватске, 1991. био је у њеној дипломатској служби. Из брака са супругом Миром има двоје деце ћерку Александру Сашу (1969) и сина Андреја (1973). Његова ћерка, позната је хрватска позоришна редитељка. Мишо има две унуке — Сару, од ћерке и Луку, од сина и сви они живе у Загребу.

## Преци Јосипа Броза Тита
| \| \| \| \| \| \| \| \| \| \| \| 8. Мартин Броз (1786—?) \| \| \| \| \| \| \| \| \| \| \| \| \| \| \| \| \| \| \| \| \| \| \| \| \| \| \| \| \| \| \| \| \| \| \| \| \| \| \| \| \| \| \| \| \| \| \| \| \| \| \| 4. Мартин Броз (1829—1874) \| \| \| \| \| \| \| \| \| \| \| \| \| \| \| \| \| \| \| \| \| \| \| \| \| \| \| \| \| \| \| \| \| \| \| \| \| \| \| \| \| \| \| \| \| \| \| \| \| \| \| \| \| \| \| \| \| \| \| \| 9. Ана Броз (1791—?), рођена Медведец \| \| \| \| \| \| \| \| \| \| \| \| \| \| \| \| \| \| \| \| \| \| \| \| \| \| \| \| \| \| \| \| \| \| \| \| \| \| \| \| \| \| \| \| \| \| \| \| \| \| \| \| \| \| \| \| \| \| \| \| 2. Фрањо Броз (1860—1936) \| \| \| \| \| \| \| \| \| \| \| \| \| \| \| \| \| \| \| \| \| \| \| \| \| \| \| \| \| \| \| \| \| \| \| \| \| \| \| \| \| \| \| \| \| \| \| \| \| \| \| \| \| \| \| \| \| \| \| \| 10. Андреас Блажичко (1789—1869) \| \| \| \| \| \| \| \| \| \| \| \| \| \| \| \| \| \| \| \| \| \| \| \| \| \| \| \| \| \| \| \| \| \| \| \| \| \| \| \| \| \| \| \| \| \| \| \| \| \| \| \| \| \| \| \| \| \| \| \| 5. Јана Броз (1836—1904), рођена Блажичко \| \| \| \| \| \| \| \| \| \| \| \| \| \| \| \| \| \| \| \| \| \| \| \| \| \| \| \| \| \| \| \| \| \| \| \| \| \| \| \| \| \| \| \| \| \| \| \| \| \| \| \| \| \| \| \| \| \| \| \| 11. Тереза Блажичко (1795—?), рођена Посавец \| \| \| \| \| \| \| \| \| \| \| \| \| \| \| \| \| \| \| \| \| \| \| \| \| \| \| \| \| \| \| \| \| \| \| \| \| \| \| \| \| \| \| \| \| \| \| \| \| \| \| \| \| \| \| \| \| \| \| \| 1. Јосип Броз Тито (1892—1980) \| \| \| \| \| \| \| \| \| \| \| \| \| \| \| \| \| \| \| \| \| \| \| \| \| \| \| \| \| \| \| \| \| \| \| \| \| \| \| \| \| \| \| \| \| \| \| \| \| \| \| \| \| \| \| \| \| \| \| \| 12. Михаел Јавершек (1804—1886) \| \| \| \| \| \| \| \| \| \| \| \| \| \| \| \| \| \| \| \| \| \| \| \| \| \| \| \| \| \| \| \| \| \| \| \| \| \| \| \| \| \| \| \| \| \| \| \| \| \| \| \| \| \| \| \| \| \| \| \| 6. Мартин Јавершек (1839—1915) \| \| \| \| \| \| \| \| \| \| \| \| \| \| \| \| \| \| \| \| \| \| \| \| \| \| \| \| \| \| \| \| \| \| \| \| \| \| \| \| \| \| \| \| \| \| \| \| \| \| \| \| \| \| \| \| \| \| \| \| 13. Марија Јавершек (1806—1862), рођена Габрон \| \| \| \| \| \| \| \| \| \| \| \| \| \| \| \| \| \| \| \| \| \| \| \| \| \| \| \| \| \| \| \| \| \| \| \| \| \| \| \| \| \| \| \| \| \| \| \| \| \| \| \| \| \| \| \| \| \| \| \| 3. Марија Броз (1864—1918), рођена Јавершек \| \| \| \| \| \| \| \| \| \| \| \| \| \| \| \| \| \| \| \| \| \| \| \| \| \| \| \| \| \| \| \| \| \| \| \| \| \| \| \| \| \| \| \| \| \| \| \| \| \| \| \| \| \| \| \| \| \| \| \| 14. Јозеф Пострежин (1803—1868) \| \| \| \| \| \| \| \| \| \| \| \| \| \| \| \| \| \| \| \| \| \| \| \| \| \| \| \| \| \| \| \| \| \| \| \| \| \| \| \| \| \| \| \| \| \| \| \| \| \| \| \| \| \| \| \| \| \| \| \| 7. Марија Јавершек (1839—1906), рођена Пострежин \| \| \| \| \| \| \| \| \| \| \| \| \| \| \| \| \| \| \| \| \| \| \| \| \| \| \| \| \| \| \| \| \| \| \| \| \| \| \| \| \| \| \| \| \| \| \| \| \| \| \| \| \| \| \| \| \| \| \| \| 15. Барбара Пострежин (1805—1859), рођена Рожанц \| \| \| \| \| \| \| \| \| \| \| \| \| \| \| \| \| \| \| \| \| \| \| \| \| \| \| \| \| \| \| \| \| \| \| \| \| \| \| \| \| \| \| |                                                  |  |  |  |  |  |  |  |  |                         |  |  |  |
| |                                                  |  |  |  |  |  |  |  |  | 8. Мартин Броз (1786—?) |  |  |  |
| |                                                  |  |  |  |  |  |  |  |  |                         |  |  |  |
| |                                                  |  |  |  |  |  |  |  |  |                         |  |  |  |
| |                                                  |  |  |  |  |  |  |  |  |                         |  |  |  |
| | 4. Мартин Броз (1829—1874)                       |  |  |  |  |  |  |  |  |                         |  |  |  |
| |                                                  |  |  |  |  |  |  |  |  |                         |  |  |  |
| |                                                  |  |  |  |  |  |  |  |  |                         |  |  |  |
| |                                                  |  |  |  |  |  |  |  |  |                         |  |  |  |
| | 9. Ана Броз (1791—?), рођена Медведец            |  |  |  |  |  |  |  |  |                         |  |  |  |
| |                                                  |  |  |  |  |  |  |  |  |                         |  |  |  |
| |                                                  |  |  |  |  |  |  |  |  |                         |  |  |  |
| |                                                  |  |  |  |  |  |  |  |  |                         |  |  |  |
| | 2. Фрањо Броз (1860—1936)                        |  |  |  |  |  |  |  |  |                         |  |  |  |
| |                                                  |  |  |  |  |  |  |  |  |                         |  |  |  |
| |                                                  |  |  |  |  |  |  |  |  |                         |  |  |  |
| |                                                  |  |  |  |  |  |  |  |  |                         |  |  |  |
| | 10. Андреас Блажичко (1789—1869)                 |  |  |  |  |  |  |  |  |                         |  |  |  |
| |                                                  |  |  |  |  |  |  |  |  |                         |  |  |  |
| |                                                  |  |  |  |  |  |  |  |  |                         |  |  |  |
| |                                                  |  |  |  |  |  |  |  |  |                         |  |  |  |
| | 5. Јана Броз (1836—1904), рођена Блажичко        |  |  |  |  |  |  |  |  |                         |  |  |  |
| |                                                  |  |  |  |  |  |  |  |  |                         |  |  |  |
| |                                                  |  |  |  |  |  |  |  |  |                         |  |  |  |
| |                                                  |  |  |  |  |  |  |  |  |                         |  |  |  |
| | 11. Тереза Блажичко (1795—?), рођена Посавец     |  |  |  |  |  |  |  |  |                         |  |  |  |
| |                                                  |  |  |  |  |  |  |  |  |                         |  |  |  |
| |                                                  |  |  |  |  |  |  |  |  |                         |  |  |  |
| |                                                  |  |  |  |  |  |  |  |  |                         |  |  |  |
| | 1. Јосип Броз Тито (1892—1980)                   |  |  |  |  |  |  |  |  |                         |  |  |  |
| |                                                  |  |  |  |  |  |  |  |  |                         |  |  |  |
| |                                                  |  |  |  |  |  |  |  |  |                         |  |  |  |
| |                                                  |  |  |  |  |  |  |  |  |                         |  |  |  |
| | 12. Михаел Јавершек (1804—1886)                  |  |  |  |  |  |  |  |  |                         |  |  |  |
| |                                                  |  |  |  |  |  |  |  |  |                         |  |  |  |
| |                                                  |  |  |  |  |  |  |  |  |                         |  |  |  |
| |                                                  |  |  |  |  |  |  |  |  |                         |  |  |  |
| | 6. Мартин Јавершек (1839—1915)                   |  |  |  |  |  |  |  |  |                         |  |  |  |
| |                                                  |  |  |  |  |  |  |  |  |                         |  |  |  |
| |                                                  |  |  |  |  |  |  |  |  |                         |  |  |  |
| |                                                  |  |  |  |  |  |  |  |  |                         |  |  |  |
| | 13. Марија Јавершек (1806—1862), рођена Габрон   |  |  |  |  |  |  |  |  |                         |  |  |  |
| |                                                  |  |  |  |  |  |  |  |  |                         |  |  |  |
| |                                                  |  |  |  |  |  |  |  |  |                         |  |  |  |
| |                                                  |  |  |  |  |  |  |  |  |                         |  |  |  |
| | 3. Марија Броз (1864—1918), рођена Јавершек      |  |  |  |  |  |  |  |  |                         |  |  |  |
| |                                                  |  |  |  |  |  |  |  |  |                         |  |  |  |
| |                                                  |  |  |  |  |  |  |  |  |                         |  |  |  |
| |                                                  |  |  |  |  |  |  |  |  |                         |  |  |  |
| | 14. Јозеф Пострежин (1803—1868)                  |  |  |  |  |  |  |  |  |                         |  |  |  |
| |                                                  |  |  |  |  |  |  |  |  |                         |  |  |  |
| |                                                  |  |  |  |  |  |  |  |  |                         |  |  |  |
| |                                                  |  |  |  |  |  |  |  |  |                         |  |  |  |
| | 7. Марија Јавершек (1839—1906), рођена Пострежин |  |  |  |  |  |  |  |  |                         |  |  |  |
| |                                                  |  |  |  |  |  |  |  |  |                         |  |  |  |
| |                                                  |  |  |  |  |  |  |  |  |                         |  |  |  |
| |                                                  |  |  |  |  |  |  |  |  |                         |  |  |  |
| | 15. Барбара Пострежин (1805—1859), рођена Рожанц |  |  |  |  |  |  |  |  |                         |  |  |  |
| |                                                  |  |  |  |  |  |  |  |  |                         |  |  |  |
| |                                                  |  |  |  |  |  |  |  |  |                         |  |  |  |

## Потомци Јосипа Броза Тита
| Листа потомака Јосипа Броза Тита                                                                                                   |                                                         |                                                         |
| Јосип Броз Тито (1892—1980), пет бракова (три званична и два незванична) — петоро деце (троје умрло као деца)                      |                                                         |                                                         |
| 1. супруга Пелагија Белоусова (1904—1968) у браку од 1919. до 1928, званично разведени 1936 — четворо деце (троје умрло као деца): |                                                         |                                                         |
| 1. дете | прво дете рођено 1920. умрло као беба                   | прво дете рођено 1920. умрло као беба                   |
| 2. дете | Златица Броз (1921—1923)                                | Златица Броз (1921—1923)                                |
| 3. дете | Хинко Броз (1922—1922)                                  | Хинко Броз (1922—1922)                                  |
| 4. дете | Жарко Броз (1924—1995)                                  | Жарко Броз (1924—1995)                                  |
| 2. супруга Луција Бауер (Ана Кениг; 1914—1937) у браку од 1936. до 1937 — без деце                                                 |                                                         |                                                         |
| 3. невенчана супруга Херта Хас (1914—2010) у вези од 1939. до 1941 — једно дете:                                                   |                                                         |                                                         |
| 5. дете | Александар Мишо Броз (1941)                             | Александар Мишо Броз (1941)                             |
| 4. невенчана супруга Даворјанка Пауновић Зденка (1921—1946) у невенчаној вези од 1941. до 1946 — без деце                          |                                                         |                                                         |
| 5. супруга Јованка Броз (1924—2013), рођ. Будисављевић у браку од 1952. до 1980 — без деце                                         |                                                         |                                                         |
| Потомци Жарка Броза |                                                         |                                                         |
| Жарко Броз (1924—1995), три брака — четворо деце                                                                                   |                                                         |                                                         |
| 1. супруга Тамара Броз (1926—2004), рођ. Вегер — двоје деце:                                                                       |                                                         |                                                         |
| 1. дете | Јосип Јошка Броз (1947—2025), четири брака — троје деце | Јосип Јошка Броз (1947—2025), четири брака — троје деце |
| | 1. супруга Мира Броз — двоје деце:                      |                                                         |
| | 1. дете                                                 | Небојша Броз (1972)                                     |
| | 2. дете                                                 | Виктор Броз (1977)                                      |
| | 2. супруга ? — без деце                                 |                                                         |
| | 3. супруга ? — без деце                                 |                                                         |
| | 4. супруга Далида Броз — једно дете:                    |                                                         |
| | 3. дете                                                 | Тамара Броз (2006)                                      |
| 2. дете | Златица Броз (1949), један брак — двоје деце            | Златица Броз (1949), један брак — двоје деце            |
| | супруг Милан Жикелић — двоје деце:                      |                                                         |
| | 1. дете                                                 | Вукашин Жикелић (1973)                                  |
| | 2. дете                                                 | Иван Жикелић (1976)                                     |
| 2. супруга Тереза Броз, рођ. Кујунџић — једно дете:                                                                                |                                                         |                                                         |
| 3. дете | Едвард Броз (1951), један брак — двоје деце             | Едвард Броз (1951), један брак — двоје деце             |
| | супруга Вера Броз — двоје деце:                         |                                                         |
| | 1. дете                                                 | Кристина Броз (?)                                       |
| | 2. дете                                                 | Жарко Броз (1973)                                       |
| 3. супруга Злата Броз-Јелинек (?—1995) — једно дете:                                                                               |                                                         |                                                         |
| 4. дете | Светлана Броз (1955—2025), четири брака — двоје деце    | Светлана Броз (1955—2025), четири брака — двоје деце    |
| | 1. супруг Слободан Родић — без деце                     |                                                         |
| | 2. супруг Олег Голубовић — двоје деце:                  |                                                         |
| | 1. дете                                                 | Иван Голубовић (1978)                                   |
| | 2. дете                                                 | Соња Голубовић (1982)                                   |
| | 3. супруг Јарослав Суђи — без деце                      |                                                         |
| | 4. супруг Драган Поповић — без деце                     |                                                         |
| Потомци Мише Броза |                                                         |                                                         |
| Александар Мишо Броз (1941), један брак — двоје деце                                                                               |                                                         |                                                         |
| супруга Мира Броз, рођена Косинц — двоје деце:                                                                                     |                                                         |                                                         |
| 1. дете | Александра Саша Броз (1968), један брак — једно дете    | Александра Саша Броз (1968), један брак — једно дете    |
| | супруг Ранко Зидарић — једно дете:                      |                                                         |
| | 1. дете                                                 | Сара Зидарић (2000)                                     |
| 2. дете | Андреј Броз (1973), један брак — двоје деце             | Андреј Броз (1973), један брак — двоје деце             |
| | супруга Мирта Броз — двоје деце:                        |                                                         |
| | 1. дете                                                 | Лука Броз (2004)                                        |
| | 2. дете                                                 | Зита Броз (?)                                           |